# Jomtealhó
Jomtealhó är en ort i Mexiko.   Den ligger i kommunen Mitontic och delstaten Chiapas, i den sydöstra delen av landet, 700 km öster om huvudstaden Mexico City. Jomtealhó ligger 2 105 meter över havet och antalet invånare är 450.
Terrängen runt Jomtealhó är bergig, och sluttar norrut. Runt Jomtealhó är det ganska tätbefolkat, med 134 invånare per kvadratkilometer. Närmaste större samhälle är San Cristóbal de las Casas, 17,5 km söder om Jomtealhó. Omgivningarna runt Jomtealhó är en mosaik av jordbruksmark och naturlig växtlighet.